# استوک فری
استوک فری (به انگلیسی: Stoke Ferry) یک روستا و محله مدنی در بریتانیا است که در King's Lynn and West Norfolk واقع شده‌است. استوک فری ۹٫۱۵ کیلومتر مربع مساحت و ۱٬۰۲۰ نفر جمعیت دارد.